# 다나카 구스오
다나카 구스오(일본어: 田中 久寿男, 1935년 4월 24일 ~ 2001년 2월 24일)는 일본의 전 프로 야구 선수이자 야구 지도자이다. 사가현 사가시 출신이며 현역 시절 포지션은 내야수, 외야수였다.

## 인물
사가 현립 사가 공업고등학교를 졸업하고 도요 고압 오무타를 거쳐 1955년 니시테쓰 라이온스에 입단했다. 처음에는 투수였다가 이듬해인 1956년에 야수로 전향했는데 초기에는 고노 아키노부와 주전 1루수 자리를 놓고 경쟁을 벌였다. 1958년 요미우리 자이언츠와 맞붙은 일본 시리즈에서는 5경기에 선발 출전했지만 19타수 3안타라는 저조한 성적으로 뚜렷한 활약을 보여주지 못했다. 1961년부터는 3번 타자 겸 우익수로 활약하여 타율 0.306(타율 부문 6위), 12홈런을 기록했다. 나카니시 후토시가 부상을 당하고 도요다 야스미쓰가 퇴단하는 등 팀 전력에 차질을 빚는 와중에 팀의 중심 타자로 주목을 받아 1963년 요미우리와 맞붙은 일본 시리즈에서는 4차전에서 홈런을 날리는 등의 활약을 보였다. 하지만 1965년에는 갑작스런 부상으로 인해 컨디션이 무너졌고 구단의 경비 절감 대책이나 외국인을 중심으로 하는 타선 편성도 있어서 1966년에 후나다 가즈히데와의 맞트레이드로 요미우리 자이언츠로 이적했다.
요미우리에서는 나가시마 시게오, 오 사다하루에 이어 5번 타자로의 활약이 기대될 정도로 주목을 받았으나 이적 후 잦은 부상으로 인해 출전 기회가 줄어들었다. 이듬해 1967년 8월부터는 주로 우익수로 기용돼 그 해에는 41경기에 선발 출전했다. 같은 해 9월에는 요미우리의 제33대 4번 타자로 발탁되면서 2경기에 출전하는 등 팀의 리그 3연패 달성에 기여했다. 1969년에 야나기다 도시로와의 맞트레이드로 니시테쓰에 복귀했고 그 해를 마지막으로 현역에서 은퇴했다.
그 후에는 감독이던 이나오 가즈히사의 지휘 하에 니시테쓰·다이헤이요에서 1군 코치(1970년 ~ 1971년), 2군 코치(1972년 ~ 1973년), 1군 타격 코치(1974년) 등을 역임했다. 1976년부터는 롯데 오리온스에서 2군 코치를 맡았고 1977년부터 롯데 스카우트로 발탁됐다. 1995년부터는 수석 스카우트에 부임하면서 2000년에 퇴단했다. 2001년 2월 24일에 간경변으로 향년 65세의 나이로 사망했다.

## 에피소드
1967년 8월 19일 주니치 드래건스전에서 1대 1 동점으로 맞서던 9회말 원아웃 주자 2, 3루 상황에서 요미우리는 대타로 가네다 마사이치를 내보냈지만 주니치는 가네다를 고의 사구로 걸러보낸 뒤 만루 상황에서 다나카와 승부했지만 다나카는 상대 투수 오가와 겐타로로부터 끝내기 만루 홈런을 때려내 팀 승리의 발판을 만들었다.

## 상세 정보

### 출신 학교
- 사가 현립 사가 공업고등학교

### 선수 경력
- 도요 고압 오무타
- 니시테쓰 라이온스(1955년 ~ 1965년)
- 요미우리 자이언츠(1966년 ~ 1968년)
- 니시테쓰 라이온스(1969년)

### 개인 기록
- 통산 1000경기 출장 : 1967년 8월 7일 ※역대 127번째
- 올스타전 출장 : 1회(1961년)

### 등번호
- 28(1955년 ~ 1965년)
- 9(1966년 ~ 1968년)
- 27(1969년)
- 30(1970년 ~ 1972년)
- 73(1973년 ~ 1974년)
- 90(1976년)

### 연도별 투수 성적
| 연 도      | 소 속      | 등 판 | 선 발 | 완 투 | 완 봉 | 무 4 구 | 승 리 | 패 전 | 세 이 브 | 홀 드 | 승 률 | 타 자 | 이 닝 | 피 안 타 | 피 홈 런 | 볼 넷 | 고 4 | 몸 맞 | 탈 삼 진 | 폭 투 | 보 크 | 실 점 | 자 책 점 | 평 자 책 | W H I P |
| ---------- | ---------- | ----- | ----- | ----- | ----- | ------- | ----- | ----- | -------- | ----- | ----- | ----- | ----- | -------- | -------- | ----- | ---- | ----- | -------- | ----- | ----- | ----- | -------- | -------- | ------- |
| 1956년     | 니시테쓰   | 1     | 1     | 0     | 0     | 0       | 0     | 0     | --       | --    | ----  | 2     | 0.0   | 1        | 0        | 1     | 0    | 0     | 0        | 0     | 0     | 0     | 0        | ----     | ----    |
| 통산 : 1년 | 통산 : 1년 | 1     | 1     | 0     | 0     | 0       | 0     | 0     | --       | --    | ----  | 2     | 0.0   | 1        | 0        | 1     | 0    | 0     | 0        | 0     | 0     | 0     | 0        | ----     | ----    |

### 연도별 타격 성적
| 연 도       | 소 속       | 경 기 | 타 석 | 타 수 | 득 점 | 안 타 | 2 루 타 | 3 루 타 | 홈 런 | 루 타 | 타 점 | 도 루 | 도 루 자 | 희 생 번 | 희 생 플 | 볼 넷 | 고 4 | 사 구 | 삼 진 | 병 살 타 | 타 율 | 출 루 율 | 장 타 율 | O P S |
| ----------- | ----------- | ----- | ----- | ----- | ----- | ----- | ------- | ------- | ----- | ----- | ----- | ----- | -------- | -------- | -------- | ----- | ---- | ----- | ----- | -------- | ----- | -------- | -------- | ----- |
| 1956년      | 니시테쓰    | 36    | 43    | 38    | 4     | 8     | 0       | 1       | 1     | 13    | 3     | 0     | 0        | 0        | 0        | 3     | 0    | 2     | 9     | 0        | .211  | .302     | .342     | .644  |
| 1957년      | 니시테쓰    | 95    | 179   | 171   | 18    | 42    | 6       | 1       | 4     | 62    | 21    | 4     | 5        | 0        | 1        | 3     | 0    | 4     | 37    | 7        | .246  | .275     | .363     | .638  |
| 1958년      | 니시테쓰    | 94    | 254   | 234   | 23    | 58    | 10      | 2       | 6     | 90    | 25    | 8     | 5        | 0        | 1        | 14    | 0    | 5     | 62    | 6        | .248  | .304     | .385     | .689  |
| 1959년      | 니시테쓰    | 90    | 277   | 260   | 20    | 57    | 7       | 4       | 3     | 81    | 27    | 3     | 3        | 1        | 0        | 12    | 0    | 4     | 44    | 7        | .219  | .264     | .312     | .576  |
| 1960년      | 니시테쓰    | 90    | 337   | 321   | 46    | 85    | 10      | 3       | 15    | 146   | 44    | 6     | 3        | 1        | 2        | 9     | 0    | 4     | 35    | 14       | .265  | .293     | .455     | .748  |
| 1961년      | 니시테쓰    | 125   | 500   | 471   | 65    | 144   | 12      | 5       | 12    | 202   | 58    | 19    | 9        | 3        | 2        | 18    | 1    | 6     | 58    | 18       | .306  | .339     | .429     | .768  |
| 1962년      | 니시테쓰    | 85    | 308   | 283   | 31    | 82    | 11      | 2       | 5     | 112   | 29    | 5     | 9        | 2        | 1        | 19    | 1    | 3     | 44    | 12       | .290  | .341     | .396     | .737  |
| 1963년      | 니시테쓰    | 110   | 395   | 371   | 38    | 85    | 16      | 1       | 5     | 118   | 28    | 5     | 7        | 1        | 2        | 17    | 0    | 4     | 55    | 12       | .229  | .270     | .318     | .588  |
| 1964년      | 니시테쓰    | 128   | 482   | 445   | 55    | 118   | 13      | 2       | 13    | 174   | 47    | 23    | 13       | 6        | 2        | 26    | 0    | 3     | 55    | 13       | .265  | .310     | .391     | .701  |
| 1965년      | 니시테쓰    | 62    | 183   | 169   | 14    | 38    | 5       | 0       | 2     | 49    | 15    | 1     | 6        | 4        | 2        | 6     | 0    | 2     | 35    | 4        | .225  | .260     | .290     | .550  |
| 1966년      | 요미우리    | 53    | 117   | 110   | 6     | 25    | 2       | 0       | 1     | 30    | 6     | 0     | 2        | 1        | 0        | 5     | 0    | 1     | 24    | 1        | .227  | .267     | .273     | .540  |
| 1967년      | 요미우리    | 74    | 186   | 165   | 23    | 48    | 9       | 1       | 8     | 83    | 24    | 1     | 2        | 3        | 1        | 14    | 0    | 3     | 32    | 1        | .291  | .357     | .503     | .860  |
| 1968년      | 요미우리    | 38    | 56    | 53    | 3     | 9     | 1       | 0       | 1     | 13    | 3     | 0     | 1        | 0        | 0        | 3     | 0    | 0     | 14    | 0        | .170  | .214     | .245     | .460  |
| 1969년      | 니시테쓰    | 28    | 52    | 47    | 2     | 6     | 0       | 0       | 0     | 6     | 1     | 2     | 0        | 0        | 0        | 3     | 0    | 2     | 5     | 1        | .128  | .212     | .128     | .339  |
| 통산 : 14년 | 통산 : 14년 | 1108  | 3369  | 3138  | 348   | 805   | 102     | 22      | 76    | 1179  | 331   | 77    | 65       | 22       | 14       | 152   | 2    | 43    | 509   | 96       | .257  | .300     | .376     | .676  |

- 굵은 글씨는 시즌 최고 성적.